# 永実
永実（えいじつ、生没年不詳）は、平安時代後期の僧侶。良尋の息子。箱根権現別当行実の弟、智蔵坊良暹の兄。

## 人物
『吾妻鏡』などによると、治承4年（1180年）、石橋山の戦いの後に、兄行実の計らいで椙山において北条時政・義時に食料を献上した。永実が源頼朝の居場所を尋ねると、時政は「頼朝様は大庭の軍から逃れられなかった」と言うと、永実は「私を試されている様だ。頼朝様が無くなれば貴方は生きていないでしょう」と言い返し、時政は頼朝のもとへ案内し、永実は頼朝に食料を献上した。頼朝は後に永実を箱根権現の別当に任ずる事を約束し、永実の邸へ入った。